# Vicky Byarugaba
Victor „Vicky” Byarugaba (ur. 17 listopada 1954) – ugandyjski bokser wagi lekkośredniej.
W 1978 roku został mistrzem igrzysk afrykańskich. Brał udział w Letnich Igrzyskach Olimpijskich 1984 – w pierwszej rundzie miał wolny los, w drugiej jego rywalem był Simen Auseth z Norwegii, z którym wygrał 4-1. Kolejnym przeciwnikiem Byarugaby był Francuz Christophe Tiozzo, z którym przegrał 0-5.